# Beatriz de Falkemburgo
Beatriz de Falkemburgo ou Beatriz de Valkenburg (em neerlandês:  Beatrix; c. 1254 – 17 de outubro de 1277) foi uma nobre neerlandesa. Ela foi rainha da Germânia e condessa da Cornualha como a terceira esposa de Ricardo, 1.º Conde da Cornualha.

## Família
Beatriz foi a filha de Teodorico II, senhor de Falkemburgo, atualmente um município na província de Limburgo nos Países Baixos, e de Berta de Limburgo. O primeiro marido de sua mãe foi Teodorico, Conde de Hochstaden, porém, ela não teve filhos dessa união.
Os seus avós paternos foram Teodorico I de Falkemburgo e Beatriz de Kyrberg-Daun, viúva de Filipe de Bolanden. Os seus avós maternos foram Walram de Limburgo, senhor de Montjoie e Isabel de Bar, senhora de Poilvache.
Os seus irmãos foram: Isabel, esposa do conde Engelberto I de Mark; Adelaide, abadessa de Münsterbilsen; Beatriz, esposa de Guilherme de Hartert; uma irmã de nome desconhecido, casada com Arnoldo III de Stein e por fim, Walram II de Falkemburgo, marido de Filipa de Gelre. 
Após a morte da esposa em 1254, Teodorico II se casou com Adelaide de Looz, mas não teve mais filhos.

## Biografia
Beatriz pertencia à nobreza de Mosa-Renânia. O seu pai apoiava a reivindicação do futuro marido da filha, Ricardo, à coroa alemã após sua coroação em Aachen. O seu tio paterno, Engelberto II Falkemburgo, arcebispo de Colônia, não era um apoiador e nem tinha interesse em Ricardo, no entanto, quando o arcebispo foi preso durante a crise, e a candidatura de Ricardo foi oposta pelo rei Afonso X de Castela, eleito por Saxônia, Brandemburgo e Trier, Ricardo libertou-o. Em outubro de 1268, o rei e Engelberto invadiram o eleitorado da Colônia, mas acabaram por ser completamente derrotados; o pai de Beatriz foi morto, e o seu tio continuou aprisionado.
Durante o conflito, Ricardo, que à época tinha 59 anos de idade, se apaixonou por Beatriz, de apenas 15 anos, que era conhecida por sua beleza. Preocupado com a segurança da jovem, o rei a levou até o seu meio-tio paterno, Filipe de Boladen-Hohenfels, e logo deu início às negociações de casamento. Ele já tinha sido casado primeiro com Isabel Marshal, filha do poderoso cavaleiro Guilherme Marshal, 1.º Conde de Pembroke, e depois foi marido de Sancha da Provença, irmã da rainha Leonor da Provença, consorte do irmão de Ricardo, o rei Henrique III de Inglaterra, e teve filhos com ambas. Ricardo era filho do rei João de Inglaterra e de sua segunda esposa, Isabel de Angolema.
Em 16 de junho de 1269, Beatriz e Ricardo se casaram na Igreja Colegiada de Kaiserslautern, na Alemanha, e assim Beatriz se tornou rainha da Germânia, formalmente rainha dos Romanos. Como o seu pai estava morto e o seu tio estava preso, casar-se com Betriz não era de interesse político do rei. Portanto, Ricardo se casou com ela pois estava atraído pela jovem, e não conseguia ficar longe de Beatriz nem mesmo por uma noite. Mesmo assim, o cronista Thomas Wykes, enfatizou o significado político do casamento: Beatriz era alemã, e por isso seria capaz de aproximar o rei inglês da Germânia dos seus súditos e reino. Antes do casamento dos dois, porém, ocorreram casamentos entre membros da família real inglesa com a nobreza alemã: Matilde, filho do rei Henrique I, foi imperatriz como esposa de Henrique V do Sacro Império Romano-Germânico; Matilde, Duquesa da Saxônia, filha de Henrique II, foi esposa de Henrique, o Leão, e Isabel, cunhada de Beatriz, foi imperatriz como esposa de Frederico II do Sacro Império Romano-Germânico. Além desses exemplo, também houve a união no século XV entre Branca de Inglaterra, filha de Henrique IV, com o eleitor Luís III do Palatinado.
Já que não houve convite para a coroação do casal como imperador e imperatriz em Roma, Ricardo anunciou que desejava mostrar à esposa suas terras vastas na Inglaterra, e assim, eles partiram da Alemanha. Eles chegaram em Dover em 3 de agosto de 1269, mas nunca mais voltaram para o outro país.  Eles não tiveram filhos.
Beatriz ficou viúva em 2 de abril de 1272, quando o marido morreu aos 63 anos. O rei foi enterrado ao lado da segunda esposa, Sancha, porém, é possível que Beatriz tenha organizado o sepultamento de seu coração na Igreja Franciscana dos Greyfriars, em Oxford.
Apesar de ainda ter entre 18 e 19 anos, ela não se casou novamente. A rainha viúva levou uma vida muito discreta, quase não aparecendo mais nos registros históricos. O seu cunhado, Henrique III, lhe enviou presentes em 1272, assim com o seu sobrinho, Eduardo I, em 1276. Beatriz entrou em conflito com o seu enteado, Edmundo, 2.° Conde da Cornualha, devido à parte do dote da mãe dele, Sancha, porém, o assunto foi resolvido em fevereiro de 1276.
Um retrato de Beatriz num vitral, o retrato doado mais antigo, intacto e ainda existente, foi feito por freis de Norwich, e hoje faz parte da coleção do museu Burrel Collection, em Glasgow, na Escócia. Acreditava-se que era originário da Igreja Franciscana em Oxford, o que seria uma indicação de que ela era uma benfeitora significativa da Ordem religiosa. Esse é o único indício de que Beatriz doou para a igreja.
Ela morreu em 17 de outubro de 1277, com cerca de 23 ou 24 anos, e foi sepultada no Greyfriars, em Oxford, como rainha da Germânia. 